# إدي تاكر
إدي تاكر (بالإنجليزية: Eddie Tucker)‏ هو لاعب كرة قاعدة أمريكي، ولد في 18 نوفمبر 1966 في غرينفيل في الولايات المتحدة.

## وصلات خارجية
- إدي تاكر على موقعبيزبول رفرنس.كوم (الدوري الرئيسي) (الإنجليزية)
- إدي تاكر على موقعبيزبول رفرنس.كوم (الدوري الثانوي) (الإنجليزية)